# Stephen J. Lineweaver
Stephen J. Lineweaver (* 8. September 1955) ist ein US-amerikanischer Filmarchitekt.

## Leben
Lineweaver hatte an der State University of New York in Albany studiert und mit dem Master of Fine Arts abgeschlossen. Anschließend unterrichtete er an dieser Hochschule als Lehrer. Anfang der 80er Jahre begann Lineweaver seine Tätigkeit beim Film, die ihm recht unterschiedliche Aufgaben ermöglichte.
Zu seinen interessantesten Arbeiten zählen die nächtliche, turbulente Komödie Die Zeit nach Mitternacht, der Tanzfilmhit Dirty Dancing, Percy Adlons in den USA gedrehte, deutsche Produktion Rosalie Goes Shopping, das Familiendrama This Boy’s Life, die Schwarzenegger-Komödie Junior und der Tom-Cruise-Film Jerry Maguire – Spiel des Lebens. Seit den frühen 2000er Jahren stattete Lineweaver fast nur noch B-Film-Komödien aus.
Zwischen 1989 und 1991 war er überdies Berater bei der optischen Gestaltung der Zeichentrickserie Die Simpsons.

## Filmografie
- 1983: Alphabet City (Alphabet City, auch Spezialeffekte)
- 1984: Der Typ vom anderen Stern (Brother From Another Planet)
- 1984: Die Zeit nach Mitternacht (After Hours)
- 1985: Gefährliche Freundin (Something Wild)
- 1987: Dirty Dancing
- 1988: Rosalie Goes Shopping
- 1991: Singles – Gemeinsam einsam (Singles)
- 1992: This Boy’s Life
- 1992: I’ll Do Anything oder: Geht’s hier nach Hollywood? (I’ll Do Anything)
- 1993: Der Bulle unterm Ehebett (Cops and Robbersons)
- 1993: Die goldenen Jungs (City Slickers II: The Legend of Curly’s Gold)
- 1994: Junior
- 1994: Tommy Boy – Durch dick und dünn (Tommy Boy)
- 1995: Ace Ventura – Jetzt wird’s wild (Ace Ventura: When Nature Calls)
- 1996: Jerry Maguire – Spiel des Lebens (Jerry Maguire)
- 1997: Letters from a Killer
- 1998: Ganz normal verliebt (The other Sister)
- 1999: Forever Lulu (Forever Lulu)
- 1999: How to Kill Your Neighbor’s Dog (How to Kill Your Neighbor’s Dog)
- 2000: Die doppelte Nummer (Double Take)
- 2001: Snowdogs – Acht Helden auf vier Pfoten (Snow Dogs)
- 2003: The Girl Next Door
- 2003: Sind wir schon da? (Are We There Yet?)
- 2004: Bigger Than the Sky
- 2006: Funny Money
- 2006: Eulen – Kleine Freunde in großer Gefahr! (Hoot)
- 2007: Die Eisprinzen (Blades of Glory)
- 2008: Vorbilder?! (Role Models)
- 2009: Spy Daddy (The Spy Next Door)
- 2010: Reine Fellsache (Furry Vengeance)
- 2010: Scooby-Doo! Der Fluch des See-Monsters (Scooby-Doo! Curse of the Lake Monster, TV-Film)
- 2011: Mardi Gras: Spring Break
- 2012: Ted